# Matt Hynes
Mathias „Matt” Hynes (ur. 21 stycznia 1883 w Gortmore, zm. 9 marca 1926 w Lambeth w Londynie) – brytyjski przeciągacz liny, medalista igrzysk olimpijskich.
Hynes reprezentował Wielką Brytanię na Igrzyskach Olimpijskich 1912 odbywających się w Sztokholmie w przeciąganiu liny. W jedynym wówczas rozegranym pojedynku Brytyjczycy zostali pokonani przez zawodników ze Szwecji, przez co został przyznany im srebrny medal.
Hynes urodził się w Gortmore w irlandzkim hrabstwie Galway. W trakcie służby w Royal Irish Constabulary był członkiem zespołu przeciągania liny reprezentującego tę formację w Ballyshannon. W 1913 wraz z zespołem K Division of the Metropolitan Police zdobył mistrzostwo Wielkiej Brytanii wśród zespołów policyjnych.